# Spoorlijn 141 (België)
Spoorlijn 141 was een Belgische spoorlijn van Manage via Seneffe, Arquennes, Nijvel, Genepiën naar Court-Saint-Étienne.

## Geschiedenis
De lijn werd in verschillende fases geopend; Manage - Nijvel-Noord op 7 augustus 1854, Nijvel-Noord - Genepiën op 6 december 1854 en Genepiën - Court-Saint-Étienne op 19 mei 1855.
Reizigersverkeer tussen Baulers en Court-Saint-Étienne werd opgeheven in 1953. Tussen Manage en Baulers op 22 november 1959. Goederenverkeer bleef er op de secties Manage en industriepark Seneffe, tussen Nijvel-Noord en Baulers tot einde jaren 80 en tussen Genepiën en Court-Saint-Étienne voor de bediening van de suikerfabriek te Genepiën tot in 2004. De sectie Seneffe - Nijvel-Noord werd opgebroken einde jaren 1970, de sectie Baulers - Genepiën begin jaren 1980, de sectie Nijvel-Noord - Baulers einde jaren 1980, de sectie Genepiën - Court-Saint-Étienne begin 2007.
De lijn werd nooit geëlektrificeerd.

## Huidige toestand
- sectie Manage - Seneffe (industriepark) buiten dienst.
- sectie Seneffe - Nijvel-Noord is opgebroken en er was een wandelpad aangelegd in fijne grint. Anno 2022 is het segment tussen Arquennes en Nijvel-Noord reeds geasfalteerd, en is in Arquennes een nieuwe brug geplaatst over het oude kanaal.
- sectie Nijvel-Noord - Genepiën is opgebroken. Er is een RAVeL fietspad aangelegd in asfalt van 9 km, onderbroken over ongeveer 700 meter bij de samenkomst met lijn 124 in Baulers.
- sectie Genepiën - Court-Saint-Étienne werd opgebroken in 2007. Er is een fietspad aangelegd (10 km), het wegdek is een vlak hard effen mengsel van fijne kiezel en teer.

Infrabel reserveert wel de bedding met het oog op een eventuele heraanleg van de lijn Nijvel - Court-Saint-Étienne op enkelspoor in het kader van het Gewestelijk ExpresNet rond Brussel.

## Aansluitingen
In de volgende plaatsen is of was er een aansluiting op de volgende spoorlijnen:
Manage
Spoorlijn 113 tussen Manage en Court-Saint-Etienne
Spoorlijn 116 tussen Manage en Y La Paix
Spoorlijn 117 tussen 's-Gravenbrakel en Luttre
Baulers
Spoorlijn 124 tussen Brussel-Zuid en Charleroi-Centraal
Spoorlijn 124B tussen Baulers en Nijvel
Spoorlijn 124C tussen Baulers en Nijvel
Court-Saint-Etienne
Spoorlijn 140 tussen Ottignies en Marcinelle